# Orestias (roślina)
Orestias – rodzaj roślin z rodziny storczykowatych (Orchidaceae). Obejmuje 4 gatunki występujące w Afryce w takich krajach jak: Kamerun, Gwinea Równikowa, Gabon, Demokratyczna Republika Konga.

## Systematyka
Rodzaj sklasyfikowany do plemienia Malaxideae, podrodzina epidendronowe (Epidendroideae), rodzina storczykowate (Orchidaceae), rząd szparagowce (Asparagales) w obrębie roślin jednoliściennych.
Wykaz gatunków
- Orestias elegans Ridl.
- Orestias foliosa Summerh.
- Orestias micrantha Summerh.
- Orestias stelidostachya (Rchb.f.) Summerh.